# Branchiura
Los branquiuros (Branchuiura) son una subclase de crustáceos que incluye unas 130 especies en un solo orden, los arguloidos (Arguloida), y una sola familia, los argúlidos (Argulidae), compuesta por los géneros Argulus, Dolops y Chonopeltis.
Los branquiuros son ectoparásitos de peces marinos y dulceacuícolas, aun cuando se pueden encontrar algunas especies de vida libre. A diferencia de los copépodos, además del único ojo fusionado, poseen dos ojos simples a cada lado de la cabeza. 
El cuerpo de los branquiuros es traslúcido, hasta el punto de que únicamente se aprecia la zona abdominal en donde se encuentra el aparato digestivo. Los parásitos suelen fijarse sobre las branquias de un pez, a veces en cantidades tan grandes que pueden producir la muerte del animal. Las mandíbulas están reducidas, presentan bordes cortantes y están alojadas dentro de un aparato en forma de estilete llamado probóscide, en tanto que los apéndices se reducen, aun cuando no llegan a desaparecer del todo. A diferencia de los copépodos parásitos, los branquiuros no recuperan su forma libre una vez han iniciado su etapa parasitaria, sino hasta el final de su vida en la época de apareamiento.

## Clasificación
Según Martin & Davis (2001), los branquiuros se clasifican de la siguiente manera:
Subclase Branchiura Thorell, 1864
Orden Arguloida Yamaguti, 1963
Familia Argulidae Leach, 1819